# Пудел
Пуделът е умно и жизнерадостно куче, много податливо на обучение. В днешни дни пуделите са най-популярни като домашни любимци и в цирка, но в миналото са били и отлични пазачи, ловци и пастири.
Пуделите се славят като елегантни на външен вид и любопитни по характер. Верни са на стопаните си, обичат децата, приспособяват се лесно.

## Произход
Макар че е регистрирана във Франция, по произход породата пудел е германска. Името най-вероятно произлиза от немската дума pfudel, която значи „локва“ – една от професиите на пудела била тази на ловец на водни птици. Предположенията за произхода на пудела са много, но едно е ясно – корените на породата могат да се проследят столетия назад във времето.

## Разновидности
Има четири вида пудел – голям, среден, малък и „играчка“. „Оригиналът“ е големият, т.нар. „кралски“ пудел (от френски: caniche royale). Той е и най-здрав от четирите разновидности.
Типичните цветове на пудела са бял, кайсиев, сив и черен – без петна.

## Особености
Козината на пудела е гъста и ситно къдрава. Подстригването е задължително на 3 – 4 месеца, а различните прически варират в зависимост от това дали кучето е изложбено, или домашен любимец.
Като цяло пуделът е здраво куче и ако се гледа добре живее дълго. За да е във форма трябва да се пази от затлъстяване, да се храни правилно и да се движи много.
Едрите животни са предразположени към тазобедрена дисплазия и стомашна дилатация и синдром на волвулус (превъртане на стомаха).

## Прочути пудели
Мефистофел се явява на Фауст в образа на пудел и това не е случайно: през Средновековието пуделският ум и неподправеното му циркаджийство дори му навлекли вниманието на Светата Инквизиция.
През 1787 г. Бетховен написал „Елегия“ в памет на починалия си пудел.
В Наполеоновата армия пуделът се зачислявал като задължителна част от войсковото снаряжение на полка. Използвали се дребни кучета, които, носени в специални чанти, били пускани да пренасят информация до щаба при нужда от лекар или подкрепления.
Най-прочутото военно куче се казва Мусташ – голям черен пудел, който се „сражавал“ в няколко полка от войските на Наполеон. До днес името му е вписано в почетния списък на бойците от гренадирския полк, които той спасил, като ги предупредил за засада на австрийците. След това геройство, името му станало нарицателно за храброст и било голяма гордост да те нарекат „Мусташ“.
За пудели са писали Хайне, Стайнбек и други.
Като човек, прекарал целия си живот в компанията на пудели, Шопенхауер е първият гражданин на западната цивилизация, заговорил за права на животните. Към края на живота му го смятали за луд, защото говорел с пудела си Буч като с човек и дори му се сърдел, че не го разбира.
Прочути собственици на пудели са и: император Александър Втори, композиторът Джузепе Верди, Робеспиер, Мария Калас, мадам Помпадур, Уинстън Чърчил, Томас Ман, Жорж Санд, Мария Антоанета, Мая Плисецка.
Освен немското Pudel, английското poodle и вариантите на същата дума из повечето останали езици, пуделът има и няколко различни названия. На италиански е barbone (от barba, „брада“), на френски и испански е caniche (прочетено съответно каниш и каниче); на финландски е villakoira (букв. „вълнесто куче“).

## Идиоми с „пудел“
Тъй като пуделът произлиза от Германия, в немския има много фрази, в които участва и той:
Немска фраза – буквален превод – Български еквивалент:
pudelnass – мокър като пудел – „мокър до кости“
pudelwohl – благ като пудел – „тихата вода е най-опасна“
pudelnackt – гол като пудел – „гол като пушка“
aufpudeln – прави се на пудел – „кипри се“